# Arturo Kinch
Arturo Kinch, właśc. Arthur James Kinch (ur. 14 kwietnia 1956 w San José) – kostarykański biegacz narciarski i narciarz alpejski, pierwszy reprezentant Kostaryki na zimowych igrzyskach olimpijskich, pięciokrotny olimpijczyk.

## Życiorys
Urodził się w rodzinie protestanckich misjonarzy (jako siódme z jedenaściorga dzieci), którzy przybyli do Kostaryki około 1949 roku. W młodości uprawiał koszykówkę i przede wszystkim piłkę nożną.
Kształcił się w Kostaryce, lecz na studia wyższe wyjechał w 1974 do Stanów Zjednoczonych, a konkretniej do Denver na Colorado Christian University. Ukończył go w 1980 roku, uzyskując dyplomy z biblioznawstwa i turystyki. Pierwsze lekcje z narciarstwa alpejskiego odbył trzy lata przed igrzyskami w Lake Placid. Szybko robił postępy i trafił niebawem do drużyny szkolnej kierowanej przez Neila Wolkodoffa.
Po dwóch latach treningów rozważał reprezentowanie Kostaryki na arenie międzynarodowej, w tym w zbliżających się igrzyskach w Lake Placid. Aby mógł reprezentować swoją ojczyznę, musiał być zawodnikiem Kostarykańskiego Związku Narciarskiego, który wówczas jeszcze nie istniał. Kinch był jego założycielem. Kostarykę przyjęto do FIS-u dopiero w grudniu 1979, więc dwa miesiące przed olimpiadą w USA. Jego rodzice sprzedali rodzinne instrumenty (trąbkę i puzon) by wspomóc finansowo Artura przed igrzyskami w Lake Placid.
Na igrzyskach w Lake Placid wystąpił w trzech konkurencjach narciarstwa alpejskiego. Ukończył jednak tylko zjazd, w którym zajął najwyższe na igrzyskach 41. miejsce (wyprzedził tylko Billy’ego Farwiga z Boliwii). Cztery lata później uczestniczył w dwóch dyscyplinach – w narciarstwie alpejskim i biegach narciarskich. Giganta ukończył na 67. pozycji, wyprzedzając dziewięciu zawodników sklasyfikowanych (wyprzedził go m.in. rodak Eduardo Kopper). W biegu na 15 km zajął 79. miejsce (wyprzedzając czterech zawodników), zaś w biegu na 30 km został zdyskwalifikowany.
W Calgary brał udział w dwóch konkurencjach biegów narciarskich i w jednej konkurencji narciarstwa alpejskiego. Był 62. w slalomie gigancie (przed siedmioma zawodnikami), 82. w biegu na 15 km (czwarty od końca, nie licząc zawodników niesklasyfikowanych) oraz ostatni w biegu na 30 km.
Po czternastoletniej przerwie wystąpił na igrzyskach w Salt Lake City, gdzie startował wyłącznie w biegach narciarskich. Zarówno w sprincie, jak i w biegu łączonym na 20 km zajmował trzecie miejsce od końca. Jego ostatnimi igrzyskami były te w Turynie w 2006. Liczący wówczas 49 lat Kinch wystąpił tylko w biegu na 15 km, w którym zajął przedostatnie miejsce, tracąc niemal pół godziny do zwycięzcy. Wyprzedził tylko swojego rówieśnika z Tajlandii Prawata Nagvajarę.
Kinch był dwukrotnie chorążym reprezentacji narodowej podczas ceremonii otwarcia igrzysk (1980, 1988).
W 2004 roku został wprowadzony do Colorado Christian University Hall of Fame. Po zakończeniu kariery został pracownikiem działu obsługi klienta w United Airlines, ponadto zamieszkał w Denver. Żonaty, ma jedną córkę.

## Osiągnięcia

### Zimowe igrzyska olimpijskie
Opracowano na podstawie materiału źródłowego:
Biegi narciarskie
| Igrzyska             | Konkurencja | 1. międzyczas | 2. międzyczas | Wynik | Miejsce |
| -------------------- | ----------- | ------------- | ------------- | ----- | ------- |
| Sarajewo 1984        |             |               |               |       |         |
| 15 km                | 25:12,4     | 42:19,1       | 58:42,9       | 79.   |         |
| 30 km                | DQ          | DQ            | DQ            | DQ    |         |
| Calgary 1988         |             |               |               |       |         |
| 15 km                | 18:45,1     | 40:33,4       | 59:37,9       | 82.   |         |
| 30 km                | 42:08,7     | 1-28:36,3     | 2-16:20,2     | 87.   |         |
| Salt Lake City 2002  |             |               |               |       |         |
| Sprint               | –           | –             | 4:22,72       | 68.   |         |
| 20 km na dochodzenie | –           | –             | 41:30,5       | 78.   |         |
| Turyn 2006           |             |               |               |       |         |
| 15 km                | 20:15,2     | 45:19,1       | 1-06:50,3     | 95.   |         |

Narciarstwo alpejskie
| Igrzyska         | Konkurencja                                                   | Wynik | Miejsce |
| ---------------- | ------------------------------------------------------------- | ----- | ------- |
| Lake Placid 1980 |                                                               |       |         |
| slalom gigant    | DNF                                                           | DNF   |         |
| slalom           | DNF                                                           | DNF   |         |
| zjazd            | 2:12,24                                                       | 41.   |         |
| Sarajewo 1984    |                                                               |       |         |
| slalom gigant    | 1. przejazd – 1:57,84 2. przejazd – 1:53,27 łącznie – 3:51,11 | 67.   |         |
| Calgary 1988     |                                                               |       |         |
| slalom gigant    | 1. przejazd – 1:26,71 2. przejazd – 1:23,12 łącznie – 2:49,83 | 62.   |         |